# Toshirō Mayuzumi
Toshirō Mayuzumi (jap. 黛 敏郎 Mayuzumi Toshirō; ur. 20 lutego 1929 w Jokohamie, zm. 10 kwietnia 1997 w Kawasaki) – japoński kompozytor.
Studiował w Tokio i Paryżu. Do jego nauczycieli należeli Tomojirō Ikenouchi, Akira Ifukube i Tony Aubin. Twórca grupy Ars Nova Japonica i współpracownik rozgłośni Tokyo Radio EMS. W swojej twórczości łączył elementy tradycyjnej muzyki japońskiej z dokonaniami zachodniej awangardy. Uważany za pioniera muzyki elektronicznej w Japonii, był pierwszym japońskim kompozytorem, który skomponował muzykę na taśmę (XYZ, 1955) i utwór na syntezator (Shusaku I, 1955). W jego dorobku znajdują się utwory orkiestrowe (m.in. Essays, Bacchanale, Mandala), symfoniczne (Microcosmos, Fireworks, Samsara, Texture, Tonepleromas 55, Phonologie symphonique, Sphénogrammes), opery (Kinkakuji) i balety (Bungaku, Olympics). Skomponował także muzykę do ponad 100 filmów, takich jak m.in. Ulica hańby Kenjiego Mizoguchi (1956) czy Biblia (1966) i W zwierciadle złotego oka (1967) Johna Hustona. Ścieżka dźwiękowa do filmu Biblia była nominowana do Oscara.
Od 1964 roku przez blisko trzydzieści lat prowadził w telewizji program Koncert bez tytułu. Zmarł na niewydolność wątroby.